# Liste der Kulturdenkmale in Meersburg
In der Liste der Kulturdenkmale in Meersburg sind Bau- und Kunstdenkmale der Stadt Meersburg und ihrer Teilorte verzeichnet, die im „Verzeichnis der unbeweglichen Bau- und Kunstdenkmale und der zu prüfenden Objekte“ des Landesamts für Denkmalpflege Baden-Württemberg verzeichnet sind. Die Altstadt von Meersburg wurde 1954 als erstes  Ensemble in Baden-Württemberg unter Schutz gestellt, sie ist als Gesamtanlage ein Kulturdenkmal.
Diese Liste ist nicht rechtsverbindlich. Eine rechtsverbindliche Auskunft ist lediglich auf Anfrage bei der Unteren Denkmalschutzbehörde des Bodenseekreises erhältlich.

## Allgemein
- Bild: Zeigt ein ausgewähltes Bild aus Commons, „Weitere Bilder“ verweist auf die Bilder im Medienarchiv Wikimedia Commons.
- Bezeichnung: Nennt den Namen, die Bezeichnung oder die Art des Kulturdenkmals.
- Lage: Straßenname und Hausnummer oder Flurstücknummer des Kulturdenkmals, gegebenenfalls auch den Ortsteil. Die Grundsortierung der Liste erfolgt nach dieser Adresse. Der Link (Karte) führt zu verschiedenen Kartendiensten mit der Position des Kulturdenkmals. Fehlt dieser Link, wurden die Koordinaten noch nicht eingetragen. Sind diese bekannt, können sie über ein Tool mit einer Kartenansicht einfach nachgetragen werden. In dieser Kartenansicht sind Kulturdenkmale ohne Koordinaten mit einem roten bzw. orangen Marker dargestellt und können durch Verschieben auf die richtige Position in der Karte mit Koordinaten versehen werden. Kulturdenkmale ohne Bild sind an einem blauen bzw. roten Marker erkennbar.
- Datierung: Baubeginn, Fertigstellung, Datum der Erstnennung oder grobe zeitliche Einordnung entsprechend des Eintrags in der zuständigen Denkmaldatenbank (Landesamt für Denkmalpflege Baden-Württemberg).
- Beschreibung: Kurzcharakteristik des Kulturdenkmals.

## Meersburg
| Bild           | Bezeichnung                                      | Lage                                       | Datierung | Beschreibung                           | ID |
| -------------- | ------------------------------------------------ | ------------------------------------------ | --------- | -------------------------------------- | -- |
|                | Altstadt Meersburg                               | Meersburg                                  |           | Gesamtanlage Geschützt nach § 19 DSchG |    |
|                | Stadtbefestigung                                 | Meersburg, Am Sentenhart 1                 |           | Geschützt nach § 28 DSchG              |    |
|                | Wohnhaus                                         | Meersburg, Am Sentenhart 7                 |           | Geschützt nach § 2 DSchG               |    |
|                | Pfarrhof                                         | Meersburg, Am Stadtgraben 5 (Karte)        |           | Geschützt nach § 2 DSchG               | BW |
|                | Pfarrturm                                        | Meersburg, Am Stadtgraben 5 (Karte)        |           | Geschützt nach § 28 DSchG              | BW |
|                | Presthaus                                        | Meersburg, Am Weiher 8 (Karte)             |           | Geschützt nach § 2 DSchG               | BW |
|                | Torkel                                           | Meersburg, Bismarckplatz 1                 |           | Geschützt nach § 2 DSchG               |    |
| Weitere Bilder | Hotel Wilder Mann                                | Meersburg, Bismarckplatz 2 (Karte)         |           | Geschützt nach § 28 DSchG              |    |
| Weitere Bilder | Hotel zum Schiff                                 | Meersburg, Bismarckplatz 5 (Karte)         |           | Geschützt nach § 28 DSchG              |    |
|                | Arbeiterwohnhaus                                 | Meersburg, Daisendorfer Straße 26 (Karte)  |           | Geschützt nach § 2 DSchG               | BW |
|                | Bildstock                                        | Meersburg, Daisendorfer Straße             |           | Geschützt nach § 2 DSchG               |    |
|                | Weinberghäuschen                                 | Meersburg, Droste-Hülshoff-Weg             |           | Geschützt nach § 2 DSchG               |    |
| Weitere Bilder | Weinberghäuschen                                 | Meersburg, Glaserhäusleweg 7 (Karte)       |           | Geschützt nach § 28 DSchG              |    |
|                | Bürgerhaus                                       | Meersburg, Höllgasse 2                     |           | Geschützt nach § 2 DSchG               |    |
|                | Winzerstube zum Becher                           | Meersburg, Höllgasse 4 (Karte)             |           | Geschützt nach § 2 DSchG               | BW |
|                | Wohnhaus                                         | Meersburg, Höllgasse 6 (Karte)             |           | Geschützt nach § 2 DSchG               | BW |
|                | Bürgerhaus                                       | Meersburg, Höllgasse 8 (Karte)             |           | Geschützt nach § 2 DSchG               | BW |
| Weitere Bilder | Pfarrkirche Mariä Heimsuchung                    | Meersburg, Kirchplatz 1 (Karte)            |           | Geschützt nach § 28 DSchG              |    |
|                | Schulhaus                                        | Meersburg, Kirchplatz 3 (Karte)            |           | Geschützt nach § 2 DSchG               | BW |
|                | Wohn- und Geschäftshaus                          | Meersburg, Kirchstraße 1 (Karte)           |           | Geschützt nach § 28 DSchG              |    |
|                | Klostergebäude                                   | Meersburg, Kirchstraße 2 (Karte)           |           | Geschützt nach § 2 DSchG               | BW |
|                | Wohn- und Geschäftshaus                          | Meersburg, Kirchstraße 3 (Karte)           |           | Geschützt nach § 28 DSchG              | BW |
| Weitere Bilder | Dominikanerinnenkloster Heilig-Kreuz             | Meersburg, Kirchstraße 4 (Karte)           |           | Geschützt nach § 28 DSchG              |    |
| Weitere Bilder | Friedhof                                         | Meersburg, Kronenstraße (Karte)            |           | Geschützt nach § 2 DSchG               |    |
|                | Kronengarten                                     | Meersburg, Kronenstraße (Karte)            |           | Geschützt nach § 2 DSchG               | BW |
|                | Wohnhaus                                         | Meersburg, Kunkelgasse 2 (Karte)           |           | Geschützt nach § 2 DSchG               | BW |
|                | Klostergebäude                                   | Meersburg, Kunkelgasse 6 (Karte)           |           | Geschützt nach § 2 DSchG               | BW |
|                | Brunnen                                          | Meersburg, Marktplatz                      |           | Geschützt nach § 2 DSchG               |    |
| Weitere Bilder | Rathaus                                          | Meersburg, Marktplatz 1 (Karte)            |           | Geschützt nach § 28 DSchG              |    |
| Weitere Bilder | Gasthaus Löwen                                   | Meersburg, Marktplatz 2 (Karte)            |           | Geschützt nach § 2 DSchG               |    |
|                | Pfleghof                                         | Meersburg, Marktplatz 3 (Karte)            |           | Geschützt nach § 28 DSchG              | BW |
|                | Wohn- und Geschäftshaus                          | Meersburg, Marktplatz 7 (Karte)            |           | Geschützt nach § 2 DSchG               | BW |
|                | Wohn- und Geschäftshaus                          | Meersburg, Marktplatz 10 (Karte)           |           | Geschützt nach § 2 DSchG               | BW |
| Weitere Bilder | Gasthaus Bären                                   | Meersburg, Marktplatz 11 (Karte)           |           | Geschützt nach § 28 DSchG              |    |
|                | Ökonomiegebäude                                  | Meersburg, Marktplatz 11/1 (Karte)         |           | Geschützt nach § 2 DSchG               | BW |
| Weitere Bilder | Obertorturm                                      | Meersburg, Marktplatz 12 (Karte)           |           | Geschützt nach § 28 DSchG              |    |
| Weitere Bilder | Friedhofskapelle Mariä Himmelfahrt vor den Toren | Meersburg, Mesmerstraße (Karte)            |           | Geschützt nach § 28 DSchG              |    |
| Weitere Bilder | Droste-Denkmal                                   | Meersburg, Schlossplatz                    |           | Geschützt nach § 2 DSchG               |    |
|                | Bürgerhaus                                       | Meersburg, Schlossplatz 1 (Karte)          |           | Geschützt nach § 28 DSchG              | BW |
|                | Bürgerhaus                                       | Meersburg, Schlossplatz 3 (Karte)          |           | Geschützt nach § 28 DSchG              | BW |
|                | Hauptwache                                       | Meersburg, Schlossplatz 4 (Karte)          |           | Geschützt nach § 2 DSchG               |    |
|                | Hofapotheke                                      | Meersburg, Schlossplatz 8 (Karte)          |           | Geschützt nach § 28 DSchG              | BW |
| Weitere Bilder | Altes Schloss                                    | Meersburg, Schlossplatz 10 (Karte)         |           | Geschützt nach § 28 DSchG              |    |
| Weitere Bilder | Neues Schloss                                    | Meersburg, Schlossplatz 12 (Karte)         |           | Geschützt nach § 28 DSchG              |    |
|                | Beamtenhaus                                      | Meersburg, Schlossplatz 13 (Karte)         |           | Geschützt nach § 28 DSchG              |    |
|                | Wohnhaus                                         | Meersburg, Schlossplatz 14 (Karte)         |           | Geschützt nach § 2 DSchG               | BW |
|                | Lagergebäude                                     | Meersburg, Seepromenade 15 (Karte)         |           | Geschützt nach § 2 DSchG               | BW |
| Weitere Bilder | Gred                                             | Meersburg, Seepromenade 16 (Karte)         |           | Geschützt nach § 28 DSchG              |    |
|                | ehemalige Schiffslände                           | Meersburg, Seepromenade                    |           | Geschützt nach § 2 DSchG               |    |
| Weitere Bilder | Kellerei                                         | Meersburg, Seminarstraße 1 (Karte)         |           | Geschützt nach § 2 DSchG               |    |
|                | Ökonomiegebäude                                  | Meersburg, Seminarstraße 1                 |           | Geschützt nach § 28 DSchG              |    |
| Weitere Bilder | Droste-Hülshoff-Gymnasium                        | Meersburg, Seminarstraße 10 (Karte)        |           | Geschützt nach § 28 DSchG              |    |
|                | Sentenhart-Vorstadt                              | Meersburg, Stefan-Lochner-Straße           |           | Geschützt nach § 2 DSchG               |    |
| Weitere Bilder | Bärenbrunnen                                     | Meersburg, Steigstraße                     |           | Geschützt nach § 2 DSchG               |    |
|                | Bürgerhaus                                       | Meersburg, Steigstraße 3 (Karte)           |           | Geschützt nach § 2 DSchG               | BW |
|                | Wohnhaus                                         | Meersburg, Steigstraße 4 (Karte)           |           | Geschützt nach § 2 DSchG               |    |
|                | Wohn- und Geschäftshaus                          | Meersburg, Steigstraße 5 (Karte)           |           | Geschützt nach § 28 DSchG              | BW |
|                | Lochner-Haus                                     | Meersburg, Steigstraße 6 (Karte)           |           | Geschützt nach § 28 DSchG              |    |
|                | Wohnhaus                                         | Meersburg, Steigstraße 8 (Karte)           |           | Geschützt nach § 28 DSchG              | BW |
|                | Bürgerhaus                                       | Meersburg, Steigstraße 10 (Karte)          |           | Geschützt nach § 2 DSchG               | BW |
|                | Ausstattung                                      | Meersburg, Steigstraße 12 (Karte)          |           | Geschützt nach § 28 DSchG              | BW |
|                | Mühle                                            | Meersburg, Steigstraße 13 (Karte)          |           | Geschützt nach § 28 DSchG              | BW |
|                | Waschhaus                                        | Meersburg, Steigstraße 15 (Karte)          |           | Geschützt nach § 28 DSchG              | BW |
|                | Wohn- und Geschäftshaus                          | Meersburg, Steigstraße 16 (Karte)          |           | Geschützt nach § 2 DSchG               | BW |
| Weitere Bilder | Schlossmühle                                     | Meersburg, Steigstraße 17 (Karte)          |           | Geschützt nach § 28 DSchG              |    |
|                | Kornhaus                                         | Meersburg, Steigstraße 19 (Karte)          |           | Geschützt nach § 28 DSchG              | BW |
|                | Wohnhaus                                         | Meersburg, Steigstraße 24 (Karte)          |           | Geschützt nach § 2 DSchG               | BW |
|                | Torkel                                           | Meersburg, Steigstraße 26 (Karte)          |           | Geschützt nach § 2 DSchG               |    |
|                | Grotte                                           | Meersburg, Steigstraße 26                  |           | Geschützt nach § 2 DSchG               |    |
|                | Wohnhaus                                         | Meersburg, Steigstraße 31 (Karte)          |           | Geschützt nach § 2 DSchG               |    |
| Weitere Bilder | Fürstenhäusle                                    | Meersburg, Stettener Straße 11 (Karte)     |           | Geschützt nach § 2 DSchG               |    |
| Weitere Bilder | Josephskapelle                                   | Meersburg, Töbelestraße (Karte)            |           | Geschützt nach § 2 DSchG               |    |
|                | Schiffslände                                     | Meersburg, Uferpromenade                   |           | Geschützt nach § 2 DSchG               |    |
|                | Zollhaus                                         | Meersburg, Uferpromenade 2 (Karte)         |           | Geschützt nach § 2 DSchG               |    |
|                | Wohnhaus                                         | Meersburg, Uferpromenade 5 (Karte)         |           | Geschützt nach § 2 DSchG               |    |
|                | Unterer Hof                                      | Meersburg, Uferpromenade 99 (Karte)        |           | Geschützt nach § 28 DSchG              | BW |
|                | Oberer Hof                                       | Meersburg, Uferpromenade 107 (Karte)       |           | Geschützt nach § 12 DSchG              |    |
| Weitere Bilder | Stockbrunnen                                     | Meersburg, Unterstadtstraße                |           | Geschützt nach § 2 DSchG               |    |
| Weitere Bilder | Vorderes Seetor                                  | Meersburg, Unterstadtstraße (Karte)        |           | Geschützt nach § 28 DSchG              |    |
|                | Verlagsgebäude                                   | Meersburg, Unterstadtstraße 1 (Karte)      |           | Geschützt nach § 2 DSchG               |    |
|                | Gasthaus                                         | Meersburg, Unterstadtstraße 2 (Karte)      |           | Geschützt nach § 28 DSchG              | BW |
|                | Gasthaus                                         | Meersburg, Unterstadtstraße 3 (Karte)      |           | Geschützt nach § 12 DSchG              | BW |
| Weitere Bilder | Unterstadtkapelle                                | Meersburg, Unterstadtstraße 5 (Karte)      |           | Geschützt nach § 28 DSchG              |    |
|                | Bürgerhaus                                       | Meersburg, Unterstadtstraße 6 (Karte)      |           | Geschützt nach § 2 DSchG               | BW |
|                | Kellerei                                         | Meersburg, Unterstadtstraße 9 (Karte)      |           | Geschützt nach § 2 DSchG               |    |
|                | Altes Rathaus                                    | Meersburg, Unterstadtstraße 11/1 (Karte)   |           | Geschützt nach § 28 DSchG              | BW |
|                | Bürgerhaus                                       | Meersburg, Unterstadtstraße 16 (Karte)     |           | Geschützt nach § 2 DSchG               | BW |
|                | Torkel                                           | Meersburg, Unterstadtstraße 28 (Karte)     |           | Geschützt nach § 2 DSchG               | BW |
|                | Spitalgebäude                                    | Meersburg, Unterstadtstraße 34 (Karte)     |           | Geschützt nach § 28 DSchG              | BW |
|                | Torkel                                           | Meersburg, Unteruhldinger Straße 3 (Karte) |           | Geschützt nach § 28 DSchG              | BW |
|                | Hafenanlage                                      | Meersburg, Unteruhldinger Straße 7         |           | Geschützt nach § 2 DSchG               |    |
|                | Wasserhochbehälter                               | Meersburg, Von Laßbergs-Straße (Karte)     |           | Geschützt nach § 2 DSchG               |    |
|                | Bürgerhaus                                       | Meersburg, Vorburggasse 2 (Karte)          |           | Geschützt nach § 28 DSchG              | BW |
|                | Schussenrieder Hof                               | Meersburg, Vorburggasse 3 (Karte)          |           | Geschützt nach § 28 DSchG              |    |
|                | Wohnhaus                                         | Meersburg, Vorburggasse 9 (Karte)          |           | Geschützt nach § 28 DSchG              | BW |
|                | Heilig-Geist-Spital                              | Meersburg, Vorburggasse 11 (Karte)         |           | Geschützt nach § 28 DSchG              |    |
|                | Wohnhaus                                         | Meersburg, Vorburggasse 15 (Karte)         |           | Geschützt nach § 2 DSchG               | BW |
|                | Torkel                                           | Meersburg, Vorburggasse 17 (Karte)         |           | Geschützt nach § 28 DSchG              |    |
|                | Wohnhaus                                         | Meersburg, Vorburggasse 19 (Karte)         |           | Geschützt nach § 2 DSchG               | BW |
|                | Wolfenbogen                                      | Meersburg, Vorburggasse 23                 |           | Geschützt nach § 28 DSchG              |    |
| Weitere Bilder | Hotel Drei Stuben                                | Meersburg, Winzergasse 1                   |           | Geschützt nach § 28 DSchG              |    |
|                | Epitaph                                          | Meersburg, Winzergasse 2 (Karte)           |           | Geschützt nach § 2 DSchG               | BW |
|                | Wohnhaus                                         | Meersburg, Winzergasse 5 (Karte)           |           | Geschützt nach § 28 DSchG              | BW |
|                | Mesnerhaus                                       | Meersburg, Winzergasse 6 (Karte)           |           | Geschützt nach § 2 DSchG               | BW |
|                | Rebbauernhaus                                    | Meersburg, Winzergasse 10 (Karte)          |           | Geschützt nach § 2 DSchG               | BW |
|                | Rebbauernhaus                                    | Meersburg, Winzergasse 12 (Karte)          |           | Geschützt nach § 2 DSchG               | BW |
|                | Klostergebäude                                   | Meersburg, Winzergasse 13 (Karte)          |           | Geschützt nach § 2 DSchG               | BW |
|                | Rebbauernhaus                                    | Meersburg, Winzergasse 14 (Karte)          |           | Geschützt nach § 28 DSchG              | BW |
|                | Rebbauernhaus                                    | Meersburg, Winzergasse 20 (Karte)          |           | Geschützt nach § 2 DSchG               | BW |
|                | Rebbauernhaus                                    | Meersburg, Winzergasse 22 (Karte)          |           | Geschützt nach § 2 DSchG               | BW |
|                | Wohnhaus                                         | Meersburg, Winzergasse 24 (Karte)          |           | Geschützt nach § 28 DSchG              | BW |

## Baitenhausen
| Bild           | Bezeichnung                             | Lage                                     | Datierung | Beschreibung | ID |
| -------------- | --------------------------------------- | ---------------------------------------- | --------- | ------------ | -- |
| Weitere Bilder | Wallfahrtskirche Maria zum Berge Karmel | Baitenhausen, Prälat-Schuh-Weg 3 (Karte) |           |              |    |